# Erlangen
Erlangen er en by i Tyskland i delstaten Bayern med omkring 105.000 indbyggere. Byen ligger ved floden Regnitz i Regierungsbezirk Mittelfranken, lige i nærheden af Fürth og Nürnberg, som sammen med med nogle mindre byer danner byområdet Mittelfranken, som er et af 23 «store centre» i Bayern og et af 11 tyske storbyområder.
Friedrich-Alexander-Universität er vigtig for byen, som også har flere filialer af Siemens AG. Byen er stadig præget af hugenotterne, som flyttede til byen efter tilbagekaldelsen af Nantes-ediktet i 1685.

## Historie
Erlangen er nævnt første gang officielt i 1002 med navnet «Villa Erlangon». I 1361 var landsbyen solgt til kejser Karl 4. af det Tysk-romerske rige. Tre år senere blev der bygget en by nær landsbyen, som i 1374 fik ret til at præge sine egne mønter. I 1398 fik Erlangen byrettigheder, og i 1402 kom byen under Hohenzollerne og var en del af fyrstedømmet Brandenburg-Kulmbach, (fra 1603 kaldt Bayreuth) frem til 1806. Erlangen var hovedstad i det såkaldte Unterland i fyrstedømmet. Efter fire år med fransk okkupation blev Erlangen, sammen med resten af fyrstedømmet, til slut en del af Kongedømmet Bayern .
I 1686 kom de første franske hugenotter til Erlangen. Greven af Bayreuth, Christian Ernst, byggede en «ny by» (Neustadt) for dem. I 1706 var den gamle bydel næsten helt ødelagt af en brand, men den blev hurtigt genopbygget. I 1812 blev den gamle og nye by slået sammen.
I 1742 grundlagde grev Friedrich af Bayreuth universitetet i residensbyen Bayreuth, men på grund af oprørske studenter blev universitetet flyttet til Erlangen. Senere fik det navnet Friedrich-Alexander-Universität og var et preussisk universitet. Kendte studenter på denne tid var Johann Ludwig Tieck og Wilhelm Heinrich Wackenroder.

## Notable bysbørn
- Emmy Noether - matematiker